# 長門有希ちゃんの消失のディスコグラフィ
長門有希ちゃんの消失のディスコグラフィでは、2015年4月29日よりLantisより発売された、テレビアニメ『長門有希ちゃんの消失』の関連CDについて記述する。

## シングル

### フレ降レミライ
2015年4月29日に発売。表題曲の『フレ降レミライ』は長門有希ちゃんの消失のオープニングテーマとして発売された。作詞は涼宮ハルヒシリーズの関連歌曲の作詞でお馴染みの畑亜貴が引き続き担当している。なおこのタイトルは、「涼宮ハルヒの憂鬱」第1期シリーズのエンディングテーマ『ハレ晴レユカイ』の面白い要素を入れたセルフパロディを出来ないかと要望されたことがきっかけであることがインタビューで明かされている。そのためふんだんにオマージュを取り入れており、ハルヒを見ていた人たちに今度のシリーズも楽しいという思いを伝えたい意図があるとのこと。
ちなみに歌詞の中に出てくる「新しい物語」とはKADOKAWAのキャッチコピー「新しい物語をつくろう。」から来ている。
収録曲
1. フレ降レミライ【3:56】
  - 歌：北高文芸部女子会
  - 作詞 - 畑亜貴 / 作曲 - 佐々倉有吾 / 編曲 - 渡辺和紀　
  - テレビアニメ『長門有希ちゃんの消失』オープニングテーマ

2. ふわふわナカマでよろしくね【4:53】
  - 歌：長門有希（茅原実里）＆朝倉涼子（桑谷夏子）
  - 作詞 - 畑亜貴 / 作曲・編曲 - 渡辺和紀
  - ラジオ『長門有希ちゃんの消失 北高文芸部ラジオ支部』オープニングテーマ

3. フレ降レミライ（off vocal）【3:56】
4. ふわふわナカマでよろしくね（off vocal）【4:52】

## TVアニメ『長門有希ちゃんの消失』Character Song Series "in Love"
2015年5月から7月まで計5枚リリースされたキャラクターソングシリーズ。涼宮ハルヒシリーズより数えて第3シリーズのキャラクターソングシリーズとなる。
今作のテーマは、『恋愛』であり、長門有希ちゃんの消失内でのキャラクターそれぞれの恋愛についての模様をキャラクターソングとして描写している。
曲構成としては、各巻キャラクターソング2曲とそのオフボーカル2曲の他に各キャラクターのフレ降レミライのソロバージョンが収録されている。

### case.1 Nagato Yuki（長門有希）
2015年5月27日に発売。case.2と同時発売。長門有希のキャラクターソングとしては、2011年に発売された涼宮ハルヒちゃんの麻雀のテーマソングであった『遊びの学びの静けさの』より4年ぶりとなる。
収録曲
1. 窓辺の予感 【4:09】
  - 歌：長門有希（茅原実里）
  - 作詞 - 畑亜貴 / 作曲・編曲 - 石井健太郎 /

2. 探していた風景【4:54】
  - 歌：長門有希（茅原実里】
  - 作詞 - 畑亜貴 / 作曲 - 佐藤純一 /編曲 - 酒井陽一 /

3. フレ降レミライ（長門有希ver.）　【3:57】
  - 歌：長門有希（茅原実里）
  - 作詞 - 畑亜貴 / 作曲 - 佐々倉有吾 /編曲 - 渡辺和紀/

4. 窓辺の予感（off vocal） 【4:08】
5. 探していた風景（off vocal）　【4:53】

### case.2 Asakura Ryoko（朝倉涼子）
2015年5月27日に発売。case.1と同日発売である。朝倉涼子としてのキャラクターソングとしては2006年に刊行された第1期シリーズのキャラクターソング以来9年ぶりとなる。
収録曲
1. しあわせは日常のなかで 【5:05】
  - 歌：朝倉涼子（桑谷夏子）
  - 作詞 - 畑亜貴 / 作曲・編曲 - 渡辺和紀/

2. LOVE EDITION　【4:19】
  - 歌：朝倉涼子（桑谷夏子）
  - 作詞 - 畑亜貴 / 作曲 - 渡辺翔 /編曲 - 増田武史/

3. フレ降レミライ（朝倉涼子ver.）　【3:57】
  - 歌：朝倉涼子（桑谷夏子）
  - 作詞 - 畑亜貴 / 作曲 - 佐々倉有吾 /編曲 - 渡辺和紀/

4. しあわせは日常のなかで（off vocal） 【5:05】
5. LOVE EDITION （off vocal）　【4:18】

### case.3 Asahina Mikuru（朝比奈みくる）
2015年6月24日に発売した（品番：LACM-14353。case.4と同日発売であった）が、トラック3『フレ降レミライ（朝比奈みくるver.）』の部分に、同曲の朝倉涼子ver.が収録される収録不備が発生していることが判明した。このため品番を再設定した正規版がcase.5と同日の2015年7月22日に発売となっている。
朝比奈みくるのキャラクターソングとしては2009年に刊行された第2期シリーズのキャラクターソング以来6年ぶりとなる。
収録曲（正規版）
1. 恋はミらいからクル？ 【4:24】
  - 歌：朝比奈みくる（後藤邑子）
  - 作詞 - 畑亜貴 / 作曲・編曲 - 増田武史/

2. 太陽とデイジー　【4:26】
  - 歌：朝比奈みくる（後藤邑子）
  - 作詞 - 畑亜貴 / 作曲・編曲 - 岡本健介/

3. フレ降レミライ（朝比奈みくるver.）　【3:56】
  - 歌：朝比奈みくる（後藤邑子）
  - 作詞 - 畑亜貴 / 作曲 - 佐々倉有吾 /編曲 - 渡辺和紀/

4. 恋はミらいからクル？（off vocal） 【4:24】
5. 太陽とデイジー （off vocal）　【4:24】

### case.4 Tsuruya San（鶴屋さん）
2015年6月24日に発売。case.3と同日発売である。鶴屋さんのキャラクターソングとしては2009年に刊行された第2期シリーズのキャラクターソング以来6年ぶりとなる。
収録曲
1. 愛の門番EXTRA 【3:45】
  - 歌：鶴屋さん（松岡由貴）
  - 作詞 - 畑亜貴 / 作曲・編曲 - 河田貴央/

2. 福が来たりて風が吹く　【4:10】
  - 歌：鶴屋さん（松岡由貴）
  - 作詞 - 畑亜貴 / 作曲・編曲 - 山元祐介/

3. フレ降レミライ（鶴屋さんver.）　【3:56】
  - 歌：鶴屋さん（松岡由貴）
  - 作詞 - 畑亜貴 / 作曲 - 佐々倉有吾 /編曲 - 渡辺和紀/

4. 愛の門番EXTRA（off vocal） 【3:45】
5. 福が来たりて風が吹く （off vocal）　【4:08】

### case.5 Suzumiya Haruhi（涼宮ハルヒ）
2015年7月22日に発売。収録不備により再発売した朝比奈みくるのキャラクターソングであるcase.3正規版と同日発売である。涼宮ハルヒとしてのキャラクターソングとしては2009年に刊行された第2期シリーズのキャラクターソング以来6年ぶりだが、涼宮ハルヒ（平野綾）の単独歌唱ではあるが『Imaginary ENOZ & 涼宮ハルヒ』名義で、2010年に『Imaginary ENOZ featuring HARUHI』が発売されているため、こちらの名義も含めれば5年ぶりとなる。
収録曲
1. Dreamerという冒険者 【4:12】
  - 歌：涼宮ハルヒ（平野綾）
  - 作詞 - 畑亜貴 / 作曲 - 佐々倉有吾/ 編曲 - 河田貴央

2. 錯覚Loving' you？　【4:50】
  - 歌：涼宮ハルヒ（平野綾）
  - 作詞 - 畑亜貴 / 作曲 - 南直博 / 編曲 - 河田貴央/

3. フレ降レミライ（涼宮ハルヒver.）　【3:57】
  - 歌：涼宮ハルヒ（平野綾）
  - 作詞 - 畑亜貴 / 作曲 - 佐々倉有吾 /編曲 - 渡辺和紀/

4. Dreamerという冒険者（off vocal） 【4:12】
5. 錯覚Loving' you？ （off vocal）　【4:49】

## TVアニメ『長門有希ちゃんの消失』Blu-ray&DVD初回限定盤特典CD
2015年6月から2016年1月まで順次発売された、Blu-ray&DVDの初回限定盤に収録されたサウンドトラック、ラジオのダイジェスト版、録り下ろしオーディオドラマを収録した特典CDである。全8巻。

### 第1巻
2015年6月26日発売のTVアニメ『長門有希ちゃんの消失』Blu-ray&DVD 初回限定盤第1巻に収録された。トラック名は同Blu-ray&DVD第1巻収録のブックレット5頁に収録されている。
収録コンテンツ
1. 亡き王女のためのパヴァーヌ　【6:00】
2. 長門の想い　【2:10】
3. 恋のキラキラ　【2:07】
4. 続く日常　【2:12】
5. つまりそれは　【1:46】
6. とりとめのない話　【1:59】
7. Merry Christmas!　【2:14】
8. 鶴屋さんの真剣勝負　【1:55】
9. 朝倉さんのお説教　【2:07】
  - 音楽 - 加藤達也

10. ラジオ「北高文芸部ラジオ支部」～ダイジェスト01～　【22:11】
  - パーソナリティ - 茅原実里（長門有希役）、桑谷夏子（朝倉涼子役）

11. ドラマ「クリスマスといえばターキー!」　【14:26】
  - 脚本 - 待田堂子
  - キャスト - 長門有希（茅原実里）、キョン（杉田智和）、朝倉涼子（桑谷夏子）、朝比奈みくる（後藤邑子）、鶴屋さん（松岡由貴）
  - あらすじ - 2話内の幕間劇で、鶴屋さんの家で七面鳥の肉を受け取ることになるが、鶴屋さんの家には七面鳥がそのまま飼われていたが……。

### 第2巻
2015年7月31日発売のTVアニメ『長門有希ちゃんの消失』Blu-ray&DVD 初回限定盤第2巻に収録された。トラック名は同Blu-ray&DVD第2巻収録のブックレット5頁に収録されている。
収録コンテンツ
1. 「亡き王女のためのパヴァーヌ」管弦楽バージョン　【3:49】
2. 長門のピンチ？　【2:08】
3. 長門の不安　【2:07】
4. ドキドキハラハラ　【2:11】
5. キョンの優しさ　【2:01】
6. ハルヒの強さ　【2:40】
7. そう、それ！　【1:57】
8. 冒険の扉　【1:43】
9. 恋の扉　【1:47】
  - 音楽 - 加藤達也

10. ラジオ「北高文芸部ラジオ支部」～ダイジェスト02～　【23:26】
  - パーソナリティ - 茅原実里（長門有希役）、桑谷夏子（朝倉さん役）

11. ドラマ「涼宮ハルヒの荷物」　【14:28】
  - 脚本 - 待田堂子
  - キャスト - 長門有希（茅原実里）、キョン（杉田智和）、朝倉涼子（桑谷夏子）、朝比奈みくる（後藤邑子）、鶴屋さん（松岡由貴）、古泉一樹（小野大輔）
  - あらすじ - 3話内の幕間劇。ハルヒが文芸部部室に持ち込む私物に関してさすがに量が多くなってきたことに気づく文芸部一同。ハルヒが持ってきた私物に何やら不審なものがありキョンがそれを弄ると……。

### 第3巻
2015年8月28日発売のTVアニメ『長門有希ちゃんの消失』Blu-ray&DVD 初回限定盤第3巻に収録された。トラック名は同Blu-ray&DVD第3巻収録のブックレット5頁に収録されている。
収録コンテンツ
1. 「雪は踊っている」ピアノバージョン　【2:21】
2. 「月の光」管弦楽バージョン　【3:29】
3. 「雪は踊っている」管弦楽バージョン　【2:52】
4. 「亡き王女のためのパヴァーヌ」軽音楽アレンジバージョン　【2:57】
5. 文芸部の日常　【2:27】
6. ザ・ハルヒ　【2:12】
7. 長門の想い（つよさ）　【2:11】
  - 音楽 - 加藤達也

8. ラジオ「北高文芸部ラジオ支部」～ダイジェスト03～　【22:38】
  - パーソナリティ - 茅原実里（長門有希役）、桑谷夏子（朝倉さん役）

9. ドラマ「涼宮ハルヒの新入生勧誘作戦」　【15:10】
  - 脚本 - 和場明子
  - キャスト - 長門有希（茅原実里）、キョン（杉田智和）、朝倉涼子（桑谷夏子）、朝比奈みくる（後藤邑子）、鶴屋さん（松岡由貴）、涼宮ハルヒ（平野綾）、古泉一樹（小野大輔）
  - あらすじ - 新入学の季節ということで文芸部にも新入生を勧誘しようと話になる。やがて文芸部のPVを撮影するということになるが……。

### 第4巻
2015年9月25日発売のTVアニメ『長門有希ちゃんの消失』Blu-ray&DVD 初回限定盤第4巻に収録された。トラック名は同Blu-ray&DVD第4巻収録のブックレット5頁に収録されている。
収録コンテンツ
1. たのしい文芸部　【1:38】
2. 旅のもたらすもの　【2:04】
3. 旅の夜　【1:53】
4. みんな、やるわよ!　【1:35】
5. 女子だけのヒミツ　【1:32】
6. 長門の想い（やさしさ）　【2:11】
  - 音楽 - 加藤達也

7. ラジオ「北高文芸部ラジオ支部」～ダイジェスト04～　【22:48】
  - パーソナリティ - 茅原実里（長門有希役）、桑谷夏子（朝倉さん役）

8. ドラマ「ピロートーク」　【11:31】
  - 脚本 - 和場明子
  - キャスト - キョン（杉田智和）、古泉一樹（小野大輔）、長門有希（茅原実里）、朝倉涼子（桑谷夏子）、朝比奈みくる（後藤邑子）、鶴屋さん（松岡由貴）
  - あらすじ - 第8話の幕間劇。宿で湯上り後の落ち着いた、夜更けの文芸部のメンバーの過ごし方を描いている。古泉はキョンにハルヒを含めて自分の内面を話始める…。

### 第5巻
2015年10月30日発売のTVアニメ『長門有希ちゃんの消失』Blu-ray&DVD 初回限定盤第5巻に収録された。トラック名は同Blu-ray&DVD第5巻収録のブックレット5頁に収録されている。
収録コンテンツ
1. 夜空　【2:20】
2. 揺れる恋心　【1:31】
3. 消失　【1:52】
4. 硬い空気　【2:12】
5. ある（失われた）雨の日　【2:09】
6. 一途な恋心　【3:16】
7. 輝く夜空　【3:23】
  - 音楽 - 加藤達也

8. ラジオ「北高文芸部ラジオ支部」～ダイジェスト05～　【22:12】
  - パーソナリティ - 茅原実里（長門有希役）、桑谷夏子（朝倉さん役）、杉田智和（キョン役）
  - 2015年5月31日に北区滝野川会館において開催された公開録音の模様が収録されたラジオ第9回のダイジェスト版、第10回分も収録されている。

9. ドラマ「長門有希ちゃんのギャルゲ」　【19:11】
  - 脚本 - 和場明子
  - キャスト - キョン（杉田智和）、古泉一樹（小野大輔）、長門有希（茅原実里）、朝倉涼子（桑谷夏子）、朝比奈みくる（後藤邑子）、鶴屋さん（松岡由貴）、涼宮ハルヒ（平野綾）、古泉一樹（小野大輔）、谷口（白石稔）、キョンの妹（あおきさやか）
  - あらすじ - ある日の部室、長門とキョンのふたりきり、キョンがくつろいでいるとゲームの音声が流れてくる。長門に聞くとパソコンでギャルゲーを作っていて、制作中の音声が漏れてしまったのこと。キョンは長門に請うてテストプレイすることになるが…。

### 第6巻
2015年11月27日発売のTVアニメ『長門有希ちゃんの消失』Blu-ray&DVD 初回限定盤第6巻に収録された。トラック名は同Blu-ray&DVD第6巻収録のブックレット5頁に収録されている。
収録コンテンツ
1. 硬い世界　【2:28】
2. まとまらない思考　【2:54】
3. 心がかき乱される恐怖　【1:45】
4. 僅かな光　【3:05】
5. 当たり前の毎日　【2:04】
6. 雪の上の足跡　【3:30】
  - 音楽 - 加藤達也

7. ラジオ「北高文芸部ラジオ支部」～ダイジェスト06～　【22:17】
  - パーソナリティ - 茅原実里（長門有希役）、桑谷夏子（朝倉さん役）

8. ドラマ「朝比奈みくるの疑念」　【15:48】
  - 脚本 - 根元歳三
  - キャスト - 朝比奈みくる（後藤邑子）、鶴屋さん（松岡由貴）、長門有希（茅原実里）、キョン（杉田智和）、朝倉涼子（桑谷夏子）
  - あらすじ - 長門有希が事故にあって人格が変わってしまっていた時期の物語。みくるはたまたま校内で長門とキョンがみくる自身と鶴屋さんにバレると困ると話していることを聴いてしまう。二人を部室までついていくみくるは、部室内で長門とキョンが古泉がもってきたボードゲームをやることについて、話していることについてみくるは勘違いしてしまい、思い返すとキョンと長門の様子がおかしいことに気づき…。

### 第7巻
2015年12月25日発売のTVアニメ『長門有希ちゃんの消失』Blu-ray&DVD 初回限定盤第7巻に収録された。トラック名は同Blu-ray&DVD第7巻収録のブックレット5頁に収録されている。
収録コンテンツ
1. 消失ということ　【1:39】
2. 消えてしまうかもしれない　【2:28】
3. 長門と長門　【1:43】
4. 「夢」　【4:10】
5. 七夕の向こうに　【2:50】
  - 音楽 - 加藤達也

6. ラジオ「北高文芸部ラジオ支部」～ダイジェスト07～　【22:50】
  - パーソナリティ - 茅原実里（長門有希役）、桑谷夏子（朝倉さん役）

7. ドラマ「長門有希ちゃんの水着」　【13:07】
  - 脚本 - 和場明子
  - キャスト - 長門有希（茅原実里）、キョン（杉田智和）、朝倉涼子（桑谷夏子）、朝比奈みくる（後藤邑子）、鶴屋さん（松岡由貴）、涼宮ハルヒ（平野綾）
  - あらすじ - 夏休み前、海に行くことになっていたちょっと前のある日、着ていく水着について長門有希と朝倉涼子の間で一悶着起きてしまう。結局新しく水着を買いに行くことになったが、同じ店に鶴屋さんと朝比奈みくるも来店しており、長門とみくるの水着きせかえ対決に発展してしまったが…。

### 第8巻
2016年1月29日発売のTVアニメ『長門有希ちゃんの消失』Blu-ray&DVD 初回限定盤第8巻に収録された。トラック名は同Blu-ray&DVD第8巻収録のブックレット5頁に収録されている。
収録コンテンツ
1. 恋のウキウキ　【2:25】
2. 長門さんち　【1:52】
3. 話が盛り上がり過ぎ　【1:36】
4. キョンの迷い　【2:06】
5. サマーバケーション!　【1:43】
6. 夏の夜祭　【2:54】
7. 「月の光」　【4:23】
  - 音楽 - 加藤達也

8. ラジオ「北高文芸部ラジオ支部」～ダイジェスト08～　【20:41】
  - パーソナリティ - 茅原実里（長門有希役）、桑谷夏子（朝倉さん役）

9. ドラマ「行け行け小島探検隊」　【14:24】
  - 脚本 - 和場明子
  - キャスト - 長門有希（茅原実里）、キョン（杉田智和）、朝倉涼子（桑谷夏子）、涼宮ハルヒ（平野綾）、古泉一樹（小野大輔）、朝比奈みくる（後藤邑子）、鶴屋さん（松岡由貴）
  - あらすじ - 夏休み、海を訪れていたある時、海水浴で離れ小島までキョンの妹や鶴屋さん以外の面々は泳ぐことになる。海水浴場から小島までは意外と距離がありハルヒ以外の面々は疲労困憊ながらたどり着いた。ハルヒは探検しようと言い出したが…。

### BD-BOX
2019年12月18日発売。長門有希ちゃんの消失 Blu-ray BOXに収録。Blu-ray&DVD初回限定盤全８巻の特典CDを4枚のCDにまとめて収録。
収録コンテンツ
1. 長門有希ちゃんの消失 オリジナルサウンドトラック1
2. 長門有希ちゃんの消失 オリジナルサウンドトラック2
3. 長門有希ちゃんの消失 オリジナルドラマ1
4. 長門有希ちゃんの消失 オリジナルドラマ2

### ユニットメンバー
1. 1 2 3  長門有希（茅原実里）、朝倉涼子（桑谷夏子）、朝比奈みくる（後藤邑子）、鶴屋さん（松岡由貴）、涼宮ハルヒ（平野綾）